# N33 (Niger)
Die N33 oder RN33 ist eine hochrangige Straße vom Typ Nationalstraße (französisch route nationale) in der Region Tillabéri in Niger.

## Verlauf und Charakteristik
Die N33 ist insgesamt 233,5 Kilometer lang. Sie beginnt in der Regionalhauptstadt Tillabéri als Abzweigung von N1. Kurz vor der Stadt Ouallam quert sie das Trockental Kori de Ouallam. Im Gemeindegebiet von Ouallam teilt sich die N33 für einen kurzen Straßenabschnitt die Strecke mit der zwischen Niamey und der Staatsgrenze zu Mali verlaufenden N24. Danach passiert die N33 das Dorf Talka Dabey und erreicht den Gemeindehauptort Dingazi. Dort zweigt rechts die Route 664 nach Fandou Mayaki ab. Beim Dorf Farka Kalley kreuzt sie die N38, die zwischen Balleyara und Banibangou verläuft. In der Stadt Filingué mündet die N33 schließlich in die N25.
Zwischen Tillabéri und Ouallam handelt es sich bei der Nationalstraße 33 um eine moderne Erdstraße, zwischen Ouallam und Farka Kalley um eine einfache Erdstraße und zwischen Farka Kalley und Filingué um eine einfache Piste.